# Vivian Island
Vivian Island är en ö i Kanada.   Den ligger i territoriet Nunavut, i den nordöstra delen av landet, 3 300 km nordväst om huvudstaden Ottawa. Arean är 28,1 kvadratkilometer.
Terrängen på Vivian Island är platt. Öns högsta punkt är 132 meter över havet. Den sträcker sig 6,3 kilometer i nord-sydlig riktning, och 7,9 kilometer i öst-västlig riktning.
Trakten runt Vivian Island består i huvudsak av gräsmarker. Trakten runt Vivian Island är nära nog obefolkad, med mindre än två invånare per kvadratkilometer.